# Михай, Андраш
А́ндраш Ми́хай (венг. Mihály András, при рождении Маутнер; 6 ноября 1917, Будапешт — 19 сентября 1993, там же) — венгерский виолончелист, композитор и музыкальный педагог.

## Биография
Из еврейской семьи. Учился в Будапештской академии музыки в классе виолончели Адольфа Шиффера и считается крупным представителем исполнительской школы Давида Поппера. Занимался также камерным ансамблем и композицией под руководством Лео Вайнера, Пала Кадоша и Имре Вальдбауэра, дополнительно изучал композицию частным образом у Стефана Штрассера. В годы Второй мировой войны руководил хоровыми коллективами рабочих. В 1944 году был арестован и депортирован в концентрационный лагерь Бухенвальд.
После освобождения в 1945 году вернулся в Будапешт. С 1946 года первая виолончель Венгерской оперы, в 1948 году был назначен генеральным секретарём Будапештского оперного театра. с 1950 года профессор камерного ансамбля в Будапештской академии музыки — под его непосредственным влиянием в ней сложились и Квартет имени Бартока, и Квартет Такача; среди других учеников Михая, в частности, Трио имени Грига. В 1962—1978 годах музыкальный лектор Венгерского радио. В 1967 году основал Венгерский камерный ансамбль для исполнения и пропаганды новейшей музыки. Спорадически выступал также как дирижёр — в частности, в 1973 году дирижировал венгерской премьерой оперы Альбана Берга «Лулу».

## Семья
- Родители — Дежё Маутнер (1877—1931), уроженец Добши[венг.], и Эльза (Эржебет) Гросс (1890—1944), которая погибла во время Холокоста.
- Сын (от первого брака) — Тамаш Михай (1947—2020), бас-гитарист рок-группы Omega.

## Сочинения
Автор оперы «Вместе и в одиночестве» (венг. Együtt és egyedül; 1966), трёх симфоний, скрипичного, фортепианного и виолончельного концертов, фортепианной, хоровой и вокальной музыки.